# Do diesis maggiore

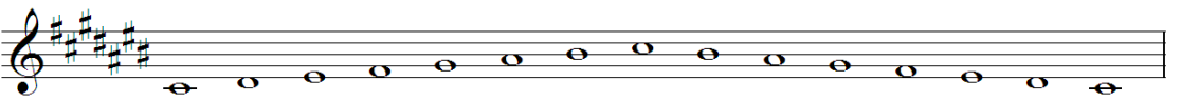
Scala ascendente e discendente in Do diesis maggiore. Per la parte ascendente: Do♯, Re♯, Mi♯, Fa♯, Sol♯, La♯, Si♯, Do♯

La tonalità di Do diesis maggiore (C-sharp major, Cis-Dur) presenta 7 diesis in armatura di chiave e per questo è rara.
```

Alterazioni
 (da sinistra a destra): 
fa♯, do♯, sol♯, re♯, la♯, mi♯, si♯.
```

Viene sostituita solitamente con la tonalità equivalente di Re bemolle maggiore. Dato che le due tonalità si distinguono principalmente per il modo in cui sono annotate, si parla in questo caso di enarmonia.